# هاوکر تایفون
هاوکر تایفون (به انگلیسی: Hawker Typhoon) یک هواگرد جنگنده-بمب‌افکن تک‌موتوره تک‌سرنشین بریتانیایی ساخت کارخانهٔ هاوکر ایرکرفت است که اواخر دهه ۱۹۳۰ طراحی و از سال ۱۹۴۱ وارد خط تولید شد.
تایفون دارای نقص‌هایی در سازه و موتور بود و در ارتفاع بالا عملکرد ضعیف نشان می‌داد. به هر صورت در ارتفاع پایین سرعت زیادی داشت و با تسلیحات سنگین خود هواگرد تهاجمی مخربی بود. تایفون نقش موثری در نبرد نرماندی ایفا نمود.

## مشخصات فنی (تایفون ۱بی)

### مشخصات عمومی
- خدمه: ۱ نفر
- طول: ۳۱ فوت ۱۱ اینچ (۹٫۷ متر)
- طول بال: ۴۱ فوت (۱۲٫۵ متر)
- نیرومحرکه: یک موتور اچ‌شکل ۲۴ سیلندر نپیر سابر ۲ خنک شونده با مایعات: ۲۱۸۰ اسب بخار

### عملکرد
- حداکثر سرعت: ۴۱۲ مایل بر ساعت (۶۶۰ کیلومتر بر ساعت)

### تسلیحات
- ۴ × توپ خودکار هیسپانو کالیبر ۲۰ میلی‌متر
- ۸ × راکت یا ۲ × بمب ۵۰۰ پوند (۲۳۰ کیلوگرم) زیر بال‌ها[۱]